# Axel Poniatowski
Pour les articles homonymes, voir Poniatowski.
Axel Poniatowski, né le 3 août 1951 à Rabat (Maroc), est un homme politique français.
Secrétaire général adjoint de l'Union pour un mouvement populaire (UMP), il est maire de L'Isle-Adam jusqu'en 2017.

## Biographie

Blason des Poniatowski, clan Ciołek.

Issu d'une famille princière polonaise, Axel-Michel-Casimir-Jean-Jacques-Ciolek Poniatowski est le fils de l'ancien ministre et député Michel Poniatowski et le frère de Ladislas Poniatowski, sénateur de l'Eure. Parent du dernier roi de Pologne et du prince Joseph Poniatowski, maréchal de Napoléon Ier, Axel Poniatowski est le petit-fils de Charles Casimir Poniatowski et d'Anne de Caraman-Chimay.
Après une enfance passée au Maroc et aux États-Unis où son père est diplomate, il intègre l'Institut supérieur de gestion à Paris. Il commence sa carrière comme cadre dirigeant pour le groupe Thomson, société d'électronique spécialisée dans l'aérospatiale, la défense et les technologies de l'information, qu'il représente notamment pendant trois ans en Arabie saoudite.
Il est directeur de l'unité ELIS (prestation de service de location de linge) de Saint-Ouen-l'Aumône.
Il entame une carrière politique en 1995 comme conseiller municipal de L'Isle-Adam dans le Val-d'Oise, ville dont son père est le maire. Il devient premier adjoint.
En 1999, Michel Poniatowski démissionne en cours de mandat et son fils lui succède comme maire de cette ville.
Axel Poniatowski est élu député pour la première fois en 2002, pour la XIIe législature (2002-2007), dans la deuxième circonscription du Val-d'Oise, plus importante circonscription de France (188 134 habitants en 1999). Il est alors l'un des 62 députés issus de Démocratie libérale à rejoindre la nouvelle UMP.
Candidat à sa réélection lors des élections législatives du 10 et 17 juin 2007, il obtient lors du premier tour 45,42 % des voix face au candidat socialiste Dominique Lefebvre (28,04 % des suffrages) et est réélu au second tour avec 53,08 % de voix
Président de la commission des Affaires étrangères de l'Assemblée nationale à partir du 28 juin 2007, il est rapporteur de la commission d'enquête sur les conditions de libération des infirmières et du médecin bulgares. En 2008, il prend position pour un Tibet autonome : « Les Tibétains ont droit à une véritable autonomie culturelle, morale et politique ; elle devrait s'exercer dans le cadre d'institutions régionales dotées de réels pouvoirs et dans l'esprit de l'Appel de Strasbourg, plan de paix proposé par le dalaï-lama en juin 1988 devant le Parlement européen et alors rejeté par la Chine ».
Lors de la campagne pour les élections régionales de 2010 en Île-de-France, tête de liste UMP dans le Val-d'Oise, il soutient Sébastien Meurant, maire UMP de Saint-Leu-la-Forêt, et Francis Delattre député, maire de Franconville.
En mars 2010, il est condamné par le tribunal de Créteil pour diffamation à l'encontre de la candidate du Parti socialiste Michèle Sabban.
Il soutient Alain Juppé pour la primaire présidentielle des Républicains de 2016.
En 2017, il démissionne du poste de maire de L'Isle-Adam, repris par son fils, Sébastien.

## Synthèse des mandats
- 19 juin 1995 - 18 mars 2001 : conseiller municipal de L'Isle-Adam (Val-d'Oise)
- 19 juin 1995 - 1er février 1999 : adjoint au maire de L'Isle-Adam
- 2 février 1999 - 30 septembre 2017: maire de L'Isle-Adam à la suite de la démission de son père, et démissionnaire en 2017[9].
- 19 mars 2001 - 16 août 2002 : conseiller général du canton de L'Isle-Adam ;
- 19 juin 2002 - 18 juin 2017 : député de la 2e circonscription du Val-d'Oise ;
- 2004 - 28 avril 2014[10] : président de la communauté de communes de la Vallée de l'Oise et des Trois Forêts ;
- 28 juin 2007 - 19 juin 2012 : Président de la commission des affaires étrangères de l'Assemblée nationale.

## Décorations
- Chevalier de la Légion d'honneur 14 juillet 2019[11].

## Ouvrages
- Axel Poniatowski, Pourquoi la France et les États-Unis ne se comprennent plus, Éditions Perrin, 2004.
- Axel Poniatowski, Cécile Maisonneuve, Benjamin Franklin, Éditions Perrin, 2008.